# Nikólaos Georgandàs
Nikólaos Georgandàs (en grec Νικόλαος Γεωργαντάς; Korythio, Peloponès, 12 de març de 1880 - Atenes, 23 de novembre de 1958) va ser un atleta grec que va competir a cavall del segle xix i el segle xx. Va prendre part en tres Jocs Olímpics.
El 1904 va prendre part en els Jocs de Saint Louis, on guanyà la medalla de bronze en el llançament de disc del programa d'atletisme. També disputà el llançament de pes, on fou desqualificat; i en la competició del joc d'estirar la corda, on fou cinquè.
El 1906 va prendre part en els Jocs Intercalats d'Atenes, on guanyà tres medalles: una d'or en el llançament de pedra i dues de plata, en llançament de disc i llançament de disc estil antic.
A Londres, el 1908, disputà quatre proves d'atletisme en els seus tercers i darrers Jocs Olímpics: pes, disc, disc estil antic i javelina estil lliure, sent la millor posició aconseguida la sisena en disc estil antic.